# Herman Kahn
Herman Kahn, född 15 februari 1922 i Bayonne i New Jersey, död 7 juli 1983 i Chappaqua i Westchester County i New York, var en amerikansk futurolog och matematiker.

## Biografi
Kahn arbetade inledningsvis vid Rand Corporation med militär strategi, bland annat angående kärnvapenkrig, och systemteori. Han blev bland annat känd för sin bok On Thermonuclear War (1960), vars titel anspelade på Carl von Clausewitz Om kriget (vars engelska titel är On War).
År 1961 grundade han tankesmedjan Hudson Institute.
År 1976 skrev han en bok med titeln "The next 200 years" som på svenska heter "De närmaste 200 åren". Detta var vid USA:s 200-årsjubileum, och boken är mycket framstegsoptimistisk.